# Aivaniya
Aivaniya es el nombre de una variedad cultivar de manzano (Malus domestica). Variedad de manzana antigua de orígenes desconocidos, originaria de Bulgaria. Las frutas tienen una pulpa con un ligero tinte verde, con textura de grano grueso y crujiente, sabor jugoso y ligeramente dulce con un poco de acidez.

## Sinonimia
- "Aivanna",
- "Aiviana" ,
- "Aïvaniya".

## Historia
'Aivaniya' es una variedad de manzana antigua de orígenes desconocidos, originaria de Bulgaria. Ampliamente cultivada en el centro sur de Bulgaria en la década de 1950.
'Aivaniya' fue recibida por el «  National Fruit Trials » ("Probatorio Nacional Frutas) en 1957 procedente de Bulgaria, se cultiva en la National Fruit Collection con el número de accesión: 1957-073 y nombre de accesión: Aivaniya.

## Características
'Aivaniya' es árbol medianamente vigoroso, portador de espuelas de fructificación, que presenta en sus cosechas vecería. Tolerante a veranos calurosos e inviernos fríos. Tiene un tiempo de floración que comienza a partir del 9 de mayo con el 10% de floración, para el 13 de mayo tiene una floración completa (80%), y para el 20 de mayo tiene un 90% de caída de pétalos.
'Aivaniya' tiene una talla de fruto mediano; forma cónica intermedia, a menudo asimétrica; con nervaduras media-débiles y corona media-débil; epidermis tiende a ser dura, con color de fondo verde sobre el cual hay un rubor de naranja claro a marrón en la cara expuesta al sol, presenta numerosas lenticelas parduscas en el sobre color pero ausentes en el color base, y con ruginoso-"russeting" (pardeamiento áspero superficial que presentan algunas variedades) muy débil-ausente; pedúnculo de longitud moderadamente largo, de calibre delgado, anchura de la cavidad peduncular estrecha, profundidad de la cav, peduncular profunda; anchura de la cavidad calicina estrecha y profundidad bastante poco profunda con las paredes plisadas, ojo de tamaño muy pequeño y está muy cerrado; carne tiene un ligero tinte verde, con textura de grano grueso y crujiente, sabor jugoso y ligeramente dulce con un poco de acidez.
Su tiempo de recogida de cosecha se inicia a mediados de octubre. Se mantiene bien cuatro meses en frigorífico.

## Uso
De uso como manzana fresca de postre por su sabor dulce agradable.

## Ploidismo
Diploide. Auto estéril, en los cultivos se utiliza un polinizador compatible del Grupo D. Día 14.

## Susceptibilidades
Susceptible al cancro, y tolerante al oídio.